# Eumerus
Eumerus là một chi ruồi trong họ Syrphidae.

## Các loài
- Eumerus ahmadii Barkalov-Gharali, 2005[3]
- Eumerus albifacies Keiser, 1971[1][4]
- Eumerus amoenus Loew, 1848[5][6]
- Eumerus angustifrons Loew, 1848
- Eumerus argenteus Walker, 1852[1]
- Eumerus argyropsis Bezzi, 1908[1]
- Eumerus argyropus Loew, 1848
- Eumerus aristatus Peck, 1969[6]
- Eumerus armenorum Stackelberg, 1960[6]
- Eumerus armipes Bezzi, 1915[1]
- Eumerus assimilis Doesburg, 1955[1][7]
- Eumerus astropilops Hull, 1964[1][8]
- Eumerus astrovarius Speiser, 1913[1]
- Eumerus aurifrons (Wiedemann, 1824)[1]
- Eumerus axinecerus Speiser, 1910[1]
- Eumerus barbarus (Coquebert, 1804)
- Eumerus basalis Loew, 1848
- Eumerus bayardi Séguy, 1961
- Eumerus bernhardi Lindner, 1969
- Eumerus bequaerti Herve-Bazin, 1913[1]
- Eumerus bidentatus Keiser, 1971[1][4]
- Eumerus breijeri Doesburg, 1955[1][7]
- Eumerus brincki Hull, 1964[1][8]
- Eumerus caballeroi Gil Collado, 1929
- Eumerus canariensis Báez, 1982
- Eumerus capensis (Curran, 1938)[1]
- Eumerus claripennis Coe, 1957
- Eumerus clavatus Becker, 1923[5]
- Eumerus coeruleus (Becker, 1913)[3]
- Eumerus compactus Doesburg, 1966[1][9]
- Eumerus connexus Hull, 1964[1][8]
- Eumerus consimilis Simic & Vujic, 1996
- Eumerus discimanus Keiser, 1971[1][4]
- Eumerus dolichocerus Speiser, 1915[1]
- Eumerus dubius Báez, 1982
- Eumerus dux Violovitsh, 1981[6]
- Eumerus efflatouni (Curran, 1938)
- Eumerus elaverensis Séguy, 1961[5]
- Eumerus emarginatus Loew, 1848[6]
- Eumerus erythrocerus Loew, 1858[1]
- Eumerus etnenstttis van der Goot, 1964
- Eumerus excisus van der Goot, 1968
- Eumerus falsus Becker, 1922[3][6]
- Eumerus feae Bezzi, 1912[1]
- Eumerus figurans Walker, 1859
- Eumerus flavimarginatus Hull, 1964[1][8]
- Eumerus flavitarsis Zetterstedt, 1843[5][6][10]
- Eumerus fumipennis Hull, 1964[1][8]
- Eumerus funeralis Meigen, 1822 - Lesser Bulb Fly [5][10][11][12]
- Eumerus graecus Becker, 1921
- Eumerus grandis Meigen, 1822[5][10]
- Eumerus griseus Hull, 1964[1][8]
- Eumerus hispanicus van der Goot, 1966
- Eumerus hungaricus Szilády, 1940
- Eumerus hypopygialis Doesburg, 1966[1][9]
- Eumerus imitatus Doesburg, 1955[1][7]
- Eumerus integer Bezzi, 1921[1]
- Eumerus jacobi Herve-Bazin, 1913[1]
- Eumerus jacobsoni Becker, 1913[3]
- Eumerus japonicus Matsumura, 1916[6]
- Eumerus keizeri Hull, 1964[1][8]
- Eumerus kondarensis Stackelberg, 1952[6]
- Eumerus lasiops Róndani, 1857
- Eumerus latitarsis Macquart in Webb & Berthelot, 1839
- Eumerus longicornis Loew, 1855
- Eumerus lucidus Loew, 1848
- Eumerus lugens Wiedemann, 1930[1]
- Eumerus lunatus (Fabricius, 1794)[1]
- Eumerus macropygus Keiser, 1971[1][4]
- Eumerus maculipennis Bezzi, 1915[1]
- Eumerus malagasius Keiser, 1971[1][4]
- Eumerus metatarsalis Doesburg, 1955[1][7]
- Eumerus minotaurus Claussen & Lucas, 1988
- Eumerus muscidus Bezzi, 1921[1]
- Eumerus narcissi Smith, 1928
- Eumerus nebrodensis Róndani, 1868
- Eumerus niehuisi Doczkal, 1996
- Eumerus niger Doesburg, 1955[1][7]
- Eumerus nigroapicalis Keiser, 1971[1][4]
- Eumerus nigrocoeruleus Hull, 1964[1][8]
- Eumerus nivariae Báez, 1982
- Eumerus niveitibia Becker, 1921
- Eumerus nodosus Hull, 1964[1][8]
- Eumerus nudus Loew, 1848
- Eumerus obliquus (Fabricius, 1805)[1]
- Eumerus obscurus Hull, 1964[1][8]
- Eumerus obtusiceps Hull, 1964[1][8]
- Eumerus ochreatus Hull, 1964[1][8]
- Eumerus okinawaensis Shiraki, 1930[6]
- Eumerus olivaceus Loew, 1848
- Eumerus ornatus Meigen, 1822[5][6][10][11][12]
- Eumerus ovatus Loew, 1848[5]
- Eumerus parasiticus (Séguy, 1955)[1]
- Eumerus paulae Herve-Bazin, 1913[1]
- Eumerus pauper Becker, 1921
- Eumerus persarum Stackelberg, 1961[3]
- Eumerus persicus Stackelberg, 1949[3]
- Eumerus pipizoides Speiser, 1915[1]
- Eumerus platycheiroides Keiser, 1971[1][4]
- Eumerus pulchellus Loew, 1848[5][6]
- Eumerus pumilio Hull, 1964[1][8]
- Eumerus purpureus Macquart in Webb & Berthelot, 1839
- Eumerus pusillus Loew, 1848[6]
- Eumerus quadrimaculatus Macquart, 1855[1]
- Eumerus ribidus Hull, 1964[1][8]
- Eumerus richteri Stackelberg, 1960
- Eumerus rubiginosus Herve-Bazin, 1913[1]
- Eumerus rudebecki Hull, 1964[1][8]
- Eumerus ruficornis Meigen, 1822[5][10]
- Eumerus rufipes Herve-Bazin, 1913[1]
- Eumerus rusticus Sack, 1932
- Eumerus sabulonum (Fallén, 1817)[5][10][11][12]
- Eumerus sakarahaensis Keiser, 1971[1][4]
- Eumerus santosabreui Báez, 1982
- Eumerus scaber Bezzi, 1915[1]
- Eumerus serratus Bezzi, 1915[1]
- Eumerus sexfasciatus (Johnson, 1898)[1]
- Eumerus sicilianus van der Goot, 1968
- Eumerus signatus Keiser, 1971[1][4]
- Eumerus sinuatus Loew, 1855[5]
- Eumerus sogdianus Stackelberg, 1952[5][6][10][13]
- Eumerus speiseri Hull, 1964[1][8]
- Eumerus spinifer Doesburg, 1955[1][7]
- Eumerus strigatus (Fallén, 1817) - Lesser Bulb Fly [5][6][10][11][12]
- Eumerus subcaeruleus Keiser, 1971[1][4]
- Eumerus sudanus (Curran, 1938)[1]
- Eumerus sulcitibius Róndani, 1868
- Eumerus tadzhicorum Stackelberg, 1949[3]
- Eumerus tarsalis Loew, 1848[5]
- Eumerus tauricus Stackelberg, 1952[6]
- Eumerus terminalis Santos Abréu, 1924
- Eumerus tessellatus Hull, 1964[1][8]
- Eumerus toamasinaensis Keiser, 1971[1][4]
- Eumerus triangularis Herve-Bazin, 1913[1]
- Eumerus tricolor (Fabricius, 1798)[5][6]
- Eumerus tridentatus Keiser, 1971[1][4]
- Eumerus tumidipes Doesburg, 1966[1][9]
- Eumerus tuberculatus Róndani, 1857[6]
- Eumerus uncipes Róndani, 1850[5]
- Eumerus unicolor Loew, 1858[1]
- Eumerus vandenberghei Doczkal, 1996
- Eumerus vansoni Doesburg, 1955[1][7]
- Eumerus varipennis (Curran, 1938)[1]
- Eumerus vestitus Bezzi, 1912[1]
- Eumerus villeneuvei Herve-Bazin, 1913[1]
- Eumerus wainwrighti (Curran, 1938)[1]

Danh sách này không đầy đủ, bạn cũng có thể giúp mở rộng danh sách.